# Maurits Leefson
Maurits Leefson (Amsterdam, 26 januari 1861 - Philadelphia (Pennsylvania), 16 februari 1926) was een Amerikaans pianist, koordirigent en muziekpedagoog van Nederlandse komaf.
Hij was zoon van muziekonderwijzer Izaak Mozes Leefson en Helena Benedicts, wonende aan de Zeedijk. Hij is de oudere broer van Julius Leefson.
Hij kreeg zijn muziekopleiding van zijn vader en vervolgens aan de muziekschool van de Maatschappij tot Bevordering der Toonkunst (B. van der Eyken en Daniël de Lange). Daarna volgde een opleiding aan het Conservatorium in Keulen bij Isidor Seiss, Ferdinand Hiller en F. Wüllner/Zöllner. Hij trad op als solist in West-Europa en de Verenigde Staten, waaronder in Philadelphia (Pennsylvania). Die stad beviel hem kennelijk goed. Na een kort verblijf in Keulen (koordirigent van Kölner Liedertafel) vertrok hij naar Philadelphia. Hij werd daarop opnieuw koordirigent, maar dan van het Junger Männerchor, waarmee hij wel prijzen wist te winnen bij zangwedstrijden. Hij werd er hoofddocent van de muziekacademie en werd in 1899 directeur van het gerenommeerde Leefson-Hille Conservatory of Music, dat ook de naam draagt van Gustav Hille en een voorloper is van de University of the Arts. Ook andere koren maakten gebruik van zijn diensten. Een van zijn leerlingen was Marc Blitzstein. Door een starre opvatting over haar pianotechniek, heeft hij eraan bijgedragen dat Edna Phillips kon uitgroeien tot een bekende Amerikaans harpiste; ze liet de piano voor wat het was.
Hij schreef ook enkele werken zoals liederen en pianowerkjes als ook uitgeschreven cadensen bij en vingerzettingen van pianowerken van derden.